# Аптекман Йосип Васильович
Йо́сип Васи́льович Апте́кман (18 березня 1849–1926) — російський революціонер-народник, один з організаторів «Землі і волі».
Аптекман автор книг «Товариство „Земля і воля“ 70-их рр.» (П., 1924), вперше опублікованої у 1906—1907, та «Чорний переділ» (1923).

## З біографії
Народився в м. Павлоград в купецькій родині. Початкову освіту здобув у місц. хедері (єврейська релігійна школа). Від 1867 навчався в Катеринославській гімназії. З 1870 — на медичному факультеті Харківського університету, прилучився до культурно-просвітницьких гуртків, познайомився з Лізаветою Солнцевою, Яковом Ковальським, та іншими. . 1871 перейшов до Медико-хірургічної Академії у Санкт-Петербурзі, став членом земляцтва «катеринославців», пов'язаного із «Чайковцями». Взимку 1874/75 покинув п'ятий курс і влився в «ходіння в народ». 1875 прийняв православ'я. Служив фельдшером у російській глибинці.
1876 перебував у харківсько-ростовському колі народників, від якого був делегований до С.-Петербурга й взяв участь у створенні нової організації, 1878 названої «Земля і воля». 1879 був на її Воронезькому з'їзді, після чого вів революційну пропаганду на Кубані. Пристав до «Чорного переділу», входив до редакції його друкованого органу. 1880 арештований, до 1882 утримувався під вартою, потім, до 1885, — на засланні в Якутії (1883–84 — разом із В.Короленком). 1886 повернувся до Харкова, проте 1887, не діставши дозволу завершити студії, виїхав за кордон. Отримав диплом доктора медицини в Мюнхені (Німеччина). 1889 — знову на батьківщині. Від 1890 — земський лікар у різних місцевостях Російської імперії, зокрема в Херсонській губернії під час епідемії холери (звідти від земства був направлений на петербурзький медичний з'їзд, скликаний МВС). 1894 ввійшов до партії «Народного права». Зблизився з соціал-демократами. Під час революції 1905—1907 керував боївкою у м. Вільно (нині Вільнюс). Зазнав 6-місячного ув'язнення. 1906 відпущений на поруки під заставу, емігрував. Співробітничав з меншовиками. Від 1917 — в Росії. Підтримав радянську владу. Працював у петроградському Історико-революційному архіві.
1882–83 підготував спогади про осіб і події 1870-х рр. (опубл. в різних варіантах), 1913– 16 вмістив «Записки семидесятника» в ж. «Современный мир», у 1920-х рр. видав низку статей і книг про свою лікарську та революц. практику, діяльність В.Берві-Флеровського, Д.Рогачова, Г.Плеханова. Посмертно побачив світ його нарис «В. Г. Короленко: Черты из личных воспоминаний» («Каторга и ссылка», 1927, № 8). Останні роки життя провів у московському будинку ветеранів.
Помер у м. Москва.